# Maricel Pereyra
Maricel Pereyra (Rafael Castillo, La Matanza, 11 de mayo de 2002) es una jugadora de futsal y fútbol argentina que juega como mediocampista en la selección femenina de fútbol de Argentina y en San Lorenzo de la Primera División A de Argentina.

## Trayectoria
Maricel Pereyra se convirtió en la primera alcanza pelotas mujer en el Estadio Pedro Bidegain junto a Rocío Vázquez el 23 de octubre del 2018 en el encuentro entre San Lorenzo ante San Martín de San Juan.
Maricel fue una de las 15 primeras jugadoras profesionales de Argentina.

## Selección nacional
Pereyra formó parte la selección Argentina sub-17 y de la selección sub-20.
Su debut en la selección mayor (con la dorsal 24) se produjo el 27 de noviembre del 2021 en el empate sin goles ante la selección de fútbol de Ecuador en el Estadio Rodrigo Paz Delgado en Quito, ingresando a los 85 minutos por Ruth Bravo.

### Estadísticas
Datos actualizados al último partido jugado el 1 de agosto de 2025.
| Selección | Año   | Amistoso | Amistoso | Copa América | Copa América | Juegos Panamericanos | Juegos Panamericanos | Copa Oro | Copa Oro | Total | Total |
| Selección | Año   | PJ       | G        | PJ           | G            | PJ                   | G                    | PJ       | G        | PJ    | G     |
| --------- | ----- | -------- | -------- | ------------ | ------------ | -------------------- | -------------------- | -------- | -------- | ----- | ----- |
| Argentina |       |          |          |              |              |                      |                      |          |          |       |       |
| 2021      | 2     | 0        | 0        | 0            | 0            | 0                    | 0                    | 0        | 2        | 0     |       |
| 2022      | 2     | 0        | 1        | 0            | 0            | 0                    | 0                    | 0        | 3        | 0     |       |
| 2023      | 3     | 0        | 0        | 0            | 4            | 0                    | 0                    | 0        | 7        | 0     |       |
| 2024      | 6     | 2        | 0        | 0            | 0            | 0                    | 3                    | 1        | 9        | 3     |       |
| 2025      | 3     | 1        | 6        | 0            | 0            | 0                    | 0                    | 0        | 9        | 1     |       |
| Total     | Total | 16       | 3        | 7            | 0            | 4                    | 0                    | 3        | 1        | 30    | 4     |

#### Goles internacionales
Listado de goles anotados con la Selección mayor. 
| n.º | Fecha                 | Lugar                                               | Rival                | Gol   | Resultado | Competición            |
| --- | --------------------- | --------------------------------------------------- | -------------------- | ----- | --------- | ---------------------- |
| 1.  | 26 de febrero de 2024 | Dignity Health Sports Park, Carson, Estados Unidos  | República Dominicana | 3 – 0 | 3 – 0     | Copa Oro 2024          |
| 2.  | 3 de junio de 2024    | Estadio Ciudad de Vicente López, Florida, Argentina | Costa Rica           | 1 – 0 | 2 – 0     | Amistoso internacional |
| 3.  | 13 de julio de 2024   | Predio Lionel Andrés Messi, Ezeiza, Argentina       | Uruguay              | 1 – 0 | 1 – 1     | Amistoso internacional |
| 4.  | 22 de febrero de 2025 | Estadio Bicentenario, La Florida, Chile             | Chile                | 1 – 0 | 3 – 0     | Amistoso internacional |

## Palmarés

### Títulos nacionales de fútbol
| Título             | Club        | País      | Año      |
| ------------------ | ----------- | --------- | -------- |
| Primera División A | San Lorenzo | Argentina | Ap. 2021 |

### Títulos nacionales de futsal
| Título           | Club        | País      | Año      |
| ---------------- | ----------- | --------- | -------- |
| Primera División | San Lorenzo | Argentina | Cl. 2017 |
| Primera División | San Lorenzo | Argentina | A. 2017  |
| Copa Argentina   | San Lorenzo | Argentina | 2018     |
| Supercopa        | San Lorenzo | Argentina | 2019     |